# 박태민 (프로게이머)
박태민(朴泰珉 1984년 12월 24일 ~ )은 대한민국의 전직 스타크래프트 프로게이머 출신 게임 해설자이다. GoRush라는 아이디를 사용하며, 종족은 저그이다. 운영의 마술사라는 별명이 있다.

## 약력
대한민국 공군 사병으로 복무한 그는 2000년 봄부터 프로게이머 생활을 시작하였으며, 학업을 이유로 2002년 봄부터 프로게이머를 잠시 그만두었으나 2002년 겨울 GO(현 CJ 엔투스)에 입단하면서 프로게이머 생활을 다시 시작하였다. 입단 이전에도 가끔 개인리그에 진출하였으나 2004년 상반기부터 두각을 나타내기 시작하여 각종 개인리그에서 상위권에 입상하였다. 운영의 마술사라는 별명도 이때 얻은 것이다. 이 때문에 비슷한 시기에 크게 활약한 투신 박성준과 함께 양박으로 불리기도 한다. 2005년 2월 당신은 골프왕 MSL에서 이윤열을 제압하며 우승하였다. (MSL사상 최초의 저그 우승이다) 2005년 3월에 같은 팀 소속 전상욱과 함께 SK텔레콤 T1으로 이적했다.
2007년에도 테란으로 종족을 잠시 바꾼 마재윤 등을 이기며 곰TV MSL 시즌2에서 4강에 올라가는 모습을 보여주었으나, 이후 부진해 뚜렷한 성적을 내지 못했다. 서지훈과 함께 e스포츠병을 지원하여 합격, 2009년 2월 16일 공군에 입대하였다. 입대 75일 만에 박카스 스타리그 예선을 통과하면서 빠른 적응을 보여주었다. 5월 3일 신대근(당시 이스트로, 현 STX SouL)과의 경기에서 뛰어난 뮤탈리스크 컨트롤을 선보이며 군입대 후 프로리그 첫 승을 신고했다.
2011년 3월 17일 전역하였으며 2011년 3월 26일 신한은행 위너스리그 10-11시즌 준플레이오프부터 온게임넷의 해설자로 활동하게 된다.
2011년 10월 28일 공식으로 은퇴가 공시되었으며. 이후 현재는 하스스톤 해설자로 방송에 참여하고 있다.
2015년 7월 20일 베인글로리 리그의 개막과 동시에 강민과 함께 해설을 하게 되었다.

## 공식전 최다 연승
박태민은 2004년 10월 24일부터 12월 21일까지 공식전 15연승을 기록했다. 많은 선수들이 이 연승에 도전했으나 실패하였으며, 2009년 김정우가 15연승을 찍으면서 '박태민의 연승기록이 드디어 깨지나'라는 이야기도 나돌았지만 결국 실패하여, 이 연승이 얼마나 깨기 힘든 기록인지를 다시 한번 일깨워주는 계기가 되었다
- 2004-10-24 - 박태민 승 VS 이윤열 패 (KT-KTF 2004 프리미어 리그 : 루나)
- 2004-10-28 - 박태민 승 VS 박성준 패 (당신은 골프왕배 5차 MBC게임 스타리그 : 레이드어썰트)
- 2004-11-01 - 박태민 승 VS 김정민 패 (KT-KTF 2004 프리미어 리그 : 루나)
- 2004-11-08 - 박태민 승 VS 변길섭 패 (KT-KTF 2004 프리미어 리그 : 아리조나)
- 2004-11-15 - 박태민 승 VS 홍진호 패 (KT-KTF 2004 프리미어 리그 : 루나)
- 2004-11-22 - 박태민 승 VS 성학승 패 (KT-KTF 2004 프리미어 리그 : 레퀴엠)
- 2004-11-25 - 박태민 승 VS 전상욱 패 (당신은 골프왕배 5차 MBC게임 스타리그 : 인투더 다크니스 2)
- 2004-11-25 - 박태민 승 VS 전상욱 패 (당신은 골프왕배 5차 MBC게임 스타리그 : 루나)
- 2004-11-26 - 박태민 승 VS 차재욱 패 (Gamevil 2004 2차 듀얼토너먼트 : 레퀴엠)
- 2004-11-26 - 박태민 승 VS 안기효 패 (Gamevil 2004 2차 듀얼토너먼트 : 비프로스트 3)
- 2004-11-27 - 박태민 승 VS 이운재 패 (SKY 프로리그 2004 3ROUND : 레퀴엠)
- 2004-12-17 - 박태민 승 VS 변길섭 패 (IOPS 04-05 스타리그 : 발해의 꿈)
- 2004-12-21 - 박태민 승 VS 정영주 패 (MBC게임 MOVIES배 MBC게임 팀리그 : 아리조나)
- 2004-12-21 - 박태민 승 VS 이재항 패 (MBC게임 MOVIES배 MBC게임 팀리그 : 인투더 다크니스 2 )
- 2004-12-21 - 박태민 승 VS 이윤열 패 (MBC게임 MOVIES배 MBC게임 팀리그 : 레이드어썰트)

## 처음이자 마지막 7전 4선승제 스타크래프트 개인리그 결승전 우승자
2005년 2월 6일, 부산 사직 체육관에서 펼쳐진 당신은 골프왕 MSL 결승전에서 이윤열을 상대하여 4:2로 이기고 우승을 차지했다. 당시 대회의 결승전은 스타크래프트 개인리그 최초로 7전 4선승제로 펼쳐졌으며 이후 MSL이 폐지될 때까지, 스타리그가 스타크래프트 II로 종목이 전향될 때까지 7전 4선승제로 진행된 결승전이 없었으므로 박태민은 스타크래프트 종목으로는 처음이자 마지막으로 7전 4선승제로 우승한 선수로 기록되었다.

## 박태민 세팅 사건
2007년 6월 6일 SKT T1과 팬택(현재 위메이드 폭스)의 경기가 있었다. 2:2로 비기는 상황에서 에이스결승전을 치르게 되었는데, SKT에서는 박태민이, 팬택에서는 이윤열이 나오게 되었다. 그 당시 에이스결정전에서는 세팅시간이 제한되어 있지 않았는데 (보통 경기때는 10분으로 제한되어 있음.), 박태민이 컴퓨터 제어 및 연습경기로 손을 푸느라 약 30분 동안 경기가 지연되었다. 이미 세팅시간이 길어 박세팅이란 별명을 가지고 있던 박태민은 이 경기에서 단시간 내에 경기가 끝나는 전략인 9드론을 시도했으나, 이윤열의 적절한 대처로 허무하게, 그것도 10분 안에 패배하였다. 각종 커뮤니티에서는 이런 박태민을 비판함과 동시에 관련된 짤방을 만들어서 한동안 유행되었다. 그리고 이 경기 이후 에이스결정전에도 세팅시간에 제한을 두게 되었다.

## 박태민 몰수패 사건 (손찬웅전)
2009년 5월 13일, 박카스 스타리그 2009 36강 손찬웅전에서 2경기 연속 몰수패를 당하였다.
- 1차전에선 경기에서 사실상 패배한 이후에 "GG"를 친다는 것이 한영 전환이 안 되어 있던 관계로, "ㅎㅎ"가 입력되었다. 이후 곧바로 "GG"를 치고 경기에서 빠져나갔으나 심판은 몰수패를 선언하였다.

- 2차전에선 경기 시작 42초만에 채팅창에 'a'가 찍혀서 심판이 경기를 중단시켰다. 당시 임기홍 심판은 박태민 선수와 대화후에 몰수패를 선언하였다. 심판은 '키보드의 오작동'으로 'a'가 찍혔다고 발표하면서 규정에 따른다며 바로 몰수패를 선언해 파문을 일으켰고, 신상문 'pp' 사건과 함께 KESPA 규정에 대해서 지나치게 비현실적이라는 팬들의 비판이 계속되고 있다.

## 주 선수들과의 전적
박태민의 은퇴로 이 전적들은 모두 더 이상 변함이 없다.

#### 이재호
박태민은 저그전의 달인 이재호에게는 예전부터 매우 약한 모습을 보였었다. 상대전적은 1:6으로 크게 밀려 있는데, 2010년에 들어서야 간신히 상대 전적 전패를 끊었었다.
- 2006년 9월 12일 2006 2차 MBC Movies배 서바이버 1라운드 H조 승자전 이재호 승
- 2007년 10월 4일 곰TV MSL 시즌3 32강 C조 승자전 이재호 승
- 2007년 10월 17일 신한은행 프로리그 2007 후기리그 1라운드 MBC게임 vs SKT 2세트 이재호 승
- 2007년 12월 15일 신한은행 프로리그 2007 후기리그 2라운드 SKT vs MBC게임 2세트 이재호 승
- 2008년 1월 17일 곰TV MSL 시즌4 32강 F조 2경기 이재호 승
- 2008년 1월 17일 곰TV MSL 시즌4 32강 F조 최종전 이재호 승
- 2010년 12월 5일 신한은행 프로리그 10-11 2라운드 MBC게임 vs 공군 5세트 박태민 승

#### 강민
박태민은 강민에게도 약세를 보였다. 상대전적은 1:3으로 밀려 있었는데, 2008년 MSL에서 상대 전적 전패를 끊었다.
- 2004년 10월 18일 KT 메가패스 프리미어리그 2004 23경기 강민 승
- 2005년 6월 8일 SKY 프로리그 2005 전기리그 1라운드 KTF vs SKT 5세트 강민 승
- 2006년 6월 24일 SKY 프로리그 2006 전기리그 SKT vs KTF 1세트 강민 승
- 2008년 1월 17일 곰TV MSL 시즌4 32강 F조 패자전 박태민 승

#### 홍진호
홍진호에게는 강세다. 상대전적 공식전만으론 4:1, 비공식전까지 합치면 5:1로 완전 우세. 공식전만으로는 1패뒤 4연승, 비공식전까지 합치면 1패뒤 5연승이다.
- 2003년 12월 16일 LG IBM PC배 팀리그 KTF vs G.o 7세트 홍진호 승
- 2004년 2월 29일 네오위즈 피망컵 결승전 1경기 박태민 승
- 2004년 11월 15일 KT 메가패스 프리미어 2004 39경기 박태민 승
- 2004년 12월 31일 KT 메가패스 프리미어 2004 리그 챔피언십 1경기 박태민 승
- 2004년 12월 31일 KT 메가패스 프리미어 2004 리그 챔피언십 2경기 박태민 승
- 2008년 9월 21일 프로리그 라이벌 배틀 SKT vs KTF 1세트 박태민 승

#### 임요환
그러나 임요환에게는 약세다. 상대전적 공식전만으로는 0:3 무승, 비공식전까지 합치면 2:7 더 열세.
- 2001년 6월 15일 코카콜라 스타리그 2001 16강 A조 1경기 임요환 승
- 2001년 10월 1일 2001 10월 KGPA 28강 임요환 승
- 2001년 12월 27일 2001 12월 챔피언쉽 16강 6경기 임요환 승
- 2002년 12월 15일 5차 ITV 랭킹전 26경기 임요환 승
- 2004년 8월 5일 WCG 2004 1차예선 시드결정전 J조 승자진출전 1경기 박태민 승
- 2004년 8월 5일 WCG 2004 1차예선 시드결정전 J조 승자진출전 2경기 임요환 승
- 2004년 8월 5일 WCG 2004 1차예선 시드결정전 J조 승자진출전 3경기 박태민 승
- 2004년 8월 28일 투싼배 팀리그 결승전 4경기 임요환 승
- 2005년 3월 8일 하나포스 올스타전 5경기 임요환 승

#### 염보성
이재호에게 약한 것과 달리, 염보성과는 접전을 자주 펼쳤었고, 상대전적도 완전 밀리는 이재호완 달리 염보성과의 전적은 5:4로 앞선다.
- 2006년 9월 29일 신한은행 스타리그 2006 시즌2 16강 F조 1경기 염보성 승
- 2006년 10월 11일 신한은행 스타리그 2006 시즌2 16강 F조 2경기 박태민 승
- 2006년 10월 13일 신한은행 스타리그 2006 시즌2 16강 F조 3경기 박태민 승
- 2007년 1월 20일 SKY 프로리그 2006 통합챔피언전 7세트 염보성 승
- 2007년 4월 11일 2007 1차 듀얼토너먼트 48강 1경기 박태민 승
- 2007년 4월 11일 2007 1차 듀얼토너먼트 48강 2경기 염보성 승
- 2007년 4월 11일 2007 1차 듀얼토너먼트 48강 3경기 염보성 승
- 2007년 6월 2일 곰TV MSL 시즌2 16강 E조 1경기 박태민 승
- 2007년 6월 2일 곰TV MSL 시즌2 16강 E조 2경기 박태민 승

#### 손찬웅
손찬웅과의 전적은 공식전만으로는 1:2, 비공식전까지 합치면 2:4로 열세다.
- 2008년 7월 31일 15차 MSL 서바이버 토너먼트 예선 3조 결승 1경기 손찬웅 승
- 2008년 7월 31일 15차 MSL 서바이버 토너먼트 예선 3조 결승 2경기 박태민 승
- 2008년 7월 31일 15차 MSL 서바이버 토너먼트 예선 3조 결승 3경기 손찬웅 승
- 2008년 12월 25일 2008 MSL 서바이버 토너먼트 시즌3 9조 2경기 박태민 승
- 2009년 5월 13일 박카스 스타리그 2009 36강 C조 1차전 1경기 손찬웅 승
- 2009년 5월 13일 박카스 스타리그 2009 36강 C조 1차전 2경기 손찬웅 승

#### 조일장
조일장과의 전적은 0:3 열세.
- 2008년 12월 25일 2008 MSL 서바이버 토너먼트 시즌3 9조 최종전 조일장 승
- 2010년 1월 6일 신한은행 프로리그 09-10 2라운드 공군 vs STX 4세트 조일장 승
- 2010년 10월 19일 신한은행 프로리그 10-11 1라운드 공군 vs STX 4세트 조일장 승

#### 고석현
고석현과의 전적은 반대로 3:0 강세.
- 2009년 5월 24일 신한은행 프로리그 08-09 4라운드 공군 vs MBC게임 2세트 박태민 승
- 2010년 1월 9일 신한은행 프로리그 09-10 2라운드 MBC게임 vs 공군 3세트 박태민 승
- 2010년 6월 19일 신한은행 프로리그 09-10 5라운드 공군 vs MBC게임 2세트 박태민 승

#### 박영민
박영민과의 전적은 2:4 약세.
- 2005년 12월 10일 K-SWISS 듀얼토너먼트 1라운드 A조 1경기 박태민 승
- 2005년 12월 10일 K-SWISS 듀얼토너먼트 1라운드 A조 최종전 박태민 승
- 2007년 1월 24일 신한은행 스타리그 2006 시즌3 16강 E조 1경기 박영민 승
- 2007년 1월 31일 신한은행 스타리그 2006 시즌3 16강 E조 2경기 박영민 승
- 2007년 11월 5일 신한은행 프로리그 2007 후기리그 1라운드 CJ vs SKT 5세트 박영민 승
- 2009년 6월 23일 신한은행 프로리그 08-09 5라운드 CJ vs 공군 3세트 박영민 승

#### 송병구
송병구와의 전적은 0:3 무승이다.
- 2006년 1월 21일 SKY 프로리그 2005 후기리그 결승전 SKT vs 삼성전자 1세트 송병구 승
- 2009년 10월 26일 신한은행 프로리그 09-10 1라운드 공군 vs 삼성전자 4세트 송병구 승
- 2010년 12월 27일 신한은행 프로리그 10-11 2라운드 공군 vs 삼성전자 1세트 송병구 승

## 기타 기록
- 공군 입대 후 최단기 예선 통과 (입대 후 75일)
- 공식경기 연승 1위(15연승) 2004년 10월 24일 ~ 2004년 12월 21일

## 주요 경력
메이저 개인리그 우승 1회
- 2000년 WCGC 2000 (WCG 전신) 스타크래프트 부문 우승
- 2001년 코카콜라배 온게임넷 스타리그 16강
- 2001년 2001 KPGA 8월 투어 3위
- 2001년 WCG 2001 그랜드 파이널 스타크래프트 부문 3위
- 2001년 2001 KPGA 11월 투어 16강
- 2003년 스타우트 MSL 2003 8강
- 2004년 NHN 한게임배 온게임넷 스타리그 8강
- 2004년 질레트 스타리그 2004 16강
- 2004년 EVER 스타리그 2004 16강
- 2004년 제2회 KT 메가패스 프리미어 리그 우승
- 2004년 제2회 KT-KTF 프리미어 리그 통합 챔피언십 준우승 (2:3 박성준)
- 2005년 당신은 골프왕 MSL 2004 우승 (4:2 이윤열)
- 2005년 아이옵스 스타리그 3위
- 2005년 EVER 스타리그 2005 4위
- 2005년 우주닷컴 MSL 2005 16강
- 2005년 SKY 프로리그 2005 전기리그 결승전 MVP
- 2005년 CKCG 2005 스타크래프트 부문 4강
- 2006년 프링글스 MSL 시즌1 16강
- 2006년 신한은행 스타리그 2006 시즌1 16강
- 2006년 신한은행 스타리그 2006 시즌2 8강
- 2007년 신한은행 스타리그 2006 시즌3 16강
- 2007년 곰TV MSL 시즌2 4강
- 2008년 곰TV MSL 시즌3 32강
- 2008년 곰TV MSL 시즌4 32강
- 2009년 박카스 스타리그 2009 36강
- 2012년 e스포츠 명예의 전당 헌액